# Carl Hochenegg
Carl Hochenegg  (* 27. Oktober 1860 in Wien; † 6. Februar 1942 ebenda) war ein österreichischer Elektrotechniker.

## Leben
Wie sein Bruder, der Chirurg Julius von Hochenegg (1859–1940), war er Sohn des Hof- und Gerichtsadvokaten Johann Baptist Hochenegg und dessen Ehefrau Cäcilie; sein Großvater mütterlicherseits war der Jurist und Hochschullehrer Joseph von Winiwarter. Während seines Studiums wurde er 1879 Mitglied der Burschenschaft Libertas Wien. Nach dem an der k.k. Technischen Hochschule in Wien absolvierten Studium der Elektrotechnik war er von 1883 bis 1899 bei Siemens & Halske in Wien beschäftigt, wo er die Position eines stellvertretenden Direktors der Abteilung für elektrische Bahnen und Zentralen einnahm. Mit Antrittsvorlesung am 1. März 1900. übernahm Hochenegg an seiner Alma Mater die Lehrkanzel für Elektrotechnik, die bis dahin von Adalbert von Waltenhofen (1828–1914) geleitet worden war, und wirkte als ordentlicher Professor bis 1920. Besondere Verdienst erwarb sich Hochenegg um die zwischen 1900 und 1904 gebauten elektrotechnischen Institute, deren Gestaltung wie Einrichtung er wesentlich beeinflusste. Als 1903 die Lehrgebiete der Elektrotechnik aufgeteilt wurden, übernahm er die Lehrkanzel für Bau und Betrieb elektrischer Anlagen und elektrischer Arbeitsübertragung. 1906/07 bekleidete er das Amt des Rektors, 1909/10 war er Präsident des Österreichischen Ingenieur- und Architekten-Vereins. Um 1904 begutachtete er die Experimente von Alexander Just (1874–1937) und verwies diesen an Siemens. Hochenegg machte sich um die Elektrifizierung Wiens verdient.
Er wurde am Grinzinger Friedhof bestattet.
Im Jahr 1960 wurde in Wien-Döbling (19. Bezirk) die Hocheneggasse nach ihm und seinem Bruder Julius benannt (Schreibweise aus 1960 – der Straßenname wurde nicht an die neue Rechtschreibung angepasst, nach der es Hochenegggasse heißen müsste).

## Preise, Auszeichnungen, Ehrungen
- Lebenslanges Mitglied im Herrenhaus des Reichsrats (1917)[9]
- k.k. Hofrat
- Ehrenbürgerschaft der Technischen Hochschule Wien (1925)
- Ehrendoktor der Technischen Hochschule Wien (1928)
- Wilhelm-Exner-Medaille (1931)
- Benennung einer Gasse im 19. Wiener Gemeindebezirk (1960; Ehrung geteilt mit Julius von Hochenegg)
- Stiftung des Carl-von-Hochenegg-Preises der Wiener akademische Burschenschaft Libertas (2005)

## Schriften
- Anordnung und Bemessung elektrischer Leitungen, 1893
- Über elektrische Arbeitsübertragung. Vortrag, gehalten den 9. November 1904. In: Schriften des Vereins zur Verbreitung naturwissenschaftlicher Kenntnisse Wien. Band 45. Verlag der Zoologisch-Botanischen Gesellschaft in Österreich, 1905, ISSN 0371-4608, S. 507–544 (zobodat.at [PDF; 4,4 MB]).
- Sicherheitsvorschriften für elektrische Starkstrom-Anlagen, 1907
- Projekt betreffend Elektrische Untergrundbahnen durch die Innere Stadt Wien, 1909
- Vorschläge zur Verbesserung der Wiener Verkehrsverhältnisse, 1910
- Über die Elektrifizierung der Bahnen in Österreich. In: Elektrotechnik und Maschinenbau. Zeitschrift des Elektrotechnischen Vereines in Wien. Organ der Vereinigung Österreichischer und Ungarischer Elektrizitätswerke / Elektrotechnik und Maschinenbau. Zeitschrift des Elektrotechnischen Vereines in Wien( und Organ des Zweigvereines Brünn) / E. u. M. (E und M) Elektrotechnik und Maschinenbau. Zeitschrift des Elektrotechnischen Vereines in Wien / E und M Elektrotechnik und Maschinenbau. Zeitschrift des Elektrotechnischen Vereines in Wien von 1883 bis 1938 / E und M Elektrotechnik und Maschinenbau. Organ/Zeitschrift des Elektrotechnischen Vereines Österreichs, Jahrgang 1918, Heft 10/1918 (XXXVI. Jahrgang), 10. März 1918, S. 113–122 (online bei ANNO).
- Beiträge zur Verbesserung der Wiener Verkehrsverhältnisse, 1923
- Projekt betreffend die Schnellbahnelektrisierung der Wiener Stadtbahn. In: Elektrotechnik und Maschinenbau. Zeitschrift des Elektrotechnischen Vereines in Wien. Organ der Vereinigung Österreichischer und Ungarischer Elektrizitätswerke / Elektrotechnik und Maschinenbau. Zeitschrift des Elektrotechnischen Vereines in Wien( und Organ des Zweigvereines Brünn) / E. u. M. (E und M) Elektrotechnik und Maschinenbau. Zeitschrift des Elektrotechnischen Vereines in Wien / E und M Elektrotechnik und Maschinenbau. Zeitschrift des Elektrotechnischen Vereines in Wien von 1883 bis 1938 / E und M Elektrotechnik und Maschinenbau. Organ/Zeitschrift des Elektrotechnischen Vereines Österreichs, Jahrgang 1923, Heft 51/1923 (XLI. Jahrgang), 23. Dezember 1923, S. 729–734 (online bei ANNO).
- Ist das Heben von Schiffen aus großer Meerestiefe möglich?. In: Elektrotechnik und Maschinenbau. Zeitschrift des Elektrotechnischen Vereines in Wien. Organ der Vereinigung Österreichischer und Ungarischer Elektrizitätswerke / Elektrotechnik und Maschinenbau. Zeitschrift des Elektrotechnischen Vereines in Wien( und Organ des Zweigvereines Brünn) / E. u. M. (E und M) Elektrotechnik und Maschinenbau. Zeitschrift des Elektrotechnischen Vereines in Wien / E und M Elektrotechnik und Maschinenbau. Zeitschrift des Elektrotechnischen Vereines in Wien von 1883 bis 1938 / E und M Elektrotechnik und Maschinenbau. Organ/Zeitschrift des Elektrotechnischen Vereines Österreichs, Jahrgang 1926, Heft 37/1926 (XLIV. Jahrgang), 12. September 1926, S. 660–669 (online bei ANNO).
- Vorschlag zur Belebung der österreichischen Volkswirtschaft (Vorwort: Richard Reisch), 1933